# Герб Кировского городского округа
Герб Ки́ровского городского округа Ставропольского края Российской Федерации — опознавательно-правовой знак, составленный и употребляемый в соответствии с правилами геральдики, служащий официальным символом муниципального образования и отражающий исторические, культурные, социально-экономические, национальные и иные местные традиции.
Первоначально был утверждён 20 февраля 2009 года как герб Кировского муниципального района Ставропольского края и внесён в Государственный геральдический регистр Российской Федерации с присвоением регистрационного номера 6583.
Решением Думы Кировского городского округа от 6 декабря 2017 года № 32 данный герб установлен в качестве официального символа Кировского городского округа Ставропольского края.

## Описание и обоснование символики
Герб представляет собой рассечённый лазорево-золотой геральдический щит, в центре которого между десятью ядрами, 1:2:3:4, сложенными в пирамиду и лемехом тех же переменных цветов, помещены две переменных цветов полевые пушки, одна против другой, соединённые лафетами.
В символике герба отражены основные исторические и иные особенности муниципального образования. Две пушки и треугольная пирамида, сложенная из десяти пушечных ядер, символизируют «военное прошлое земли Кировского района, которая сыграла важную роль в становлении российской государственности на Северном Кавказе». Кроме того, изображение пирамиды из артиллерийских снарядов является символом «устойчивости российских границ», защищаемых «предками казачьего населения» района, а число пушечных ядер соответствует числу поселений, входивших в состав Кировского муниципального района.
Золото (жёлтый цвет) — символ просвещения, мужского начала, неподверженности порче, мудрости, стойкости, чести, богатства, света, озарения, гармонии, истины. Лазурь (голубой цвет) — символ истины, интеллекта, откровения, мудрости, лояльности, верности, постоянства, непорочности, чистых побуждений, безупречной репутации, широты души, благоразумия, благочестия, мира, созерцания, Богородичных праздников. Соединение двух этих цветов символизирует «единство воинской и трудовой (сельскохозяйственной) славы казачества».

## История
В соответствии со статьёй 9 Федерального закона от 6 октября 2003 № 131-ФЗ «Об общих принципах организации местного самоуправления в Российской Федерации», статьёй 7 Закона Ставропольского края от 2 марта 2005 года № 12-кз «О местном самоуправлении в Ставропольском крае», статьёй 6 Устава Кировского городского округа и геральдическими правилами муниципальное образование вправе устанавливать официальные символы, отражающие исторические, культурные, национальные и иные местные традиции и особенности.
23 декабря 2008 года проект символики Кировского муниципального района, исполненный художником-геральдистом, членом Союза художников Сергеем Евгеньевичем Майоровым, был представлен на заседании геральдической комиссии при губернаторе Ставропольского края. Композиция герба и флага включала изображения треугольной пирамиды из пушечных ядер, двух пушек и лемеха плуга, символизировавшие историческое прошлое и муниципально-территориальное устройство района. В ходе рассмотрения проекта отдельные члены комиссии высказали некоторые замечания (в частности предлагалось «убрать чёрную штриховку с лемеха плуга» и сделать пушечные ядра «монохромными без высветления»), но в целом комиссия признала символику геральдически правильной. По итогам заседания герб и флаг были одобрены и рекомендованы для направления в Геральдический совет при Президенте Российской Федерации.
20 февраля 2009 года официальные символы муниципального образования были утверждены решением Совета Кировского муниципального района.
После прохождения экспертизы в Геральдическом совете при Президенте Российской Федерации, герб Кировского муниципального района был внесён в Государственный геральдический регистр Российской Федерации под номером 6583.
С 1 мая 2017 года, на основании Закона Ставропольского края от 5 декабря 2016 года № 116-кз, все муниципальные образования Кировского муниципального района были преобразованы, путём их объединения, в Кировский городской округ.
Решением Думы Кировского городского округа от 6 декабря 2017 года № 32, герб и флаг Кировского муниципального района, утверждённые 20 февраля 2009 года, были установлены в качестве официальных символов округа.